# Unión Escocesa de Rugby
La Scottish Rugby Union (en gaélico escocés: Aonadh Rugbaidh na h-Alba, en español: Unión de Rugby Escocesa) es la federación deportiva de rugby en Escocia a veces conocida solo como Scottish Rugby.

## Reseña histórica
- Se crea en marzo de 1873 en Glasgow con la representación de 8 clubes, siendo la segunda unión nacional de rugby más antigua del mundo luego de su similar inglesa (RFU).
- En 1886, junto a la Irish Rugby Football Union (Isla de Irlanda) y la Welsh Rugby Union (Gales) funda la International Rugby Football Board, hoy World Rugby.
- La institución pasa a llamarse Scottish Rugby Union en 1924.[1]
- Al año siguiente la SRU construye el Estadio Murrayfield en Edimburgo, hogar de todos los seleccionados escoceses, actualmente tiene un aforo de 67800 espectadores.[2]
- Como parte de la celebración del centenario de la unión se organizó en el Murrayfield el primer torneo de seven de selecciones del mundo, 20 años antes de la primera edición de la Copa del Mundo de Rugby 7.[3]

## Selecciones nacionales
La SRU representa a selecciones de mayores, juveniles y femeninas. La selección mayor ha competido en todas las ediciones de la Copa del Mundo y del Seis Naciones. También presenta selecciones de seven, participando del mundial de la modalidad y del circuito mundial.
El seleccionado juvenil disputa los mundiales juveniles, actualmente se organizan para menores de 20 años (M20). Los seleccionados femeninos, también compiten en torneos de XV y de VII. En algunos torneos, como la Nations Cup, la unión presenta su segundo seleccionado conocido como Escocia A.

## Miembros del Concejo[4]
- Edward A. Crozier, presidente
- Rob Flockhart, vicepresidente
- Peter Laverie, (Premier Division)
- Doug Ward, (National Division 1)
- Graeme Scott, (National Division 2)
- Ian Barr, (National Division 3)
- Jim Littlefair, (Edinburgh Regional League)
- Jim Stevenson, (Glasgow North Regional League)
- Adam Gray, (Glasgow South Regional Leagues)
- Alan Brown, (Borders Regional League)
- Graham Kerr, (Caledonia Midlands Regional League)
- Mike Monro, (Caledonia North Regional)
- Bruce Thompson, (Schools)
- Fergus Neil, (árbitros)
- Dee Bradbury, (Scottish Women's Forum)
- Rod Lynch, (Scottish Exiles club)